# Pierre Deligne
Pour les articles homonymes, voir Deligne.
Pierre René, vicomte Deligne est un mathématicien belge, né le 3 octobre 1944 à Etterbeek dans la Région de Bruxelles-Capitale. Il a publié des travaux importants dans plusieurs domaines des mathématiques, en théorie des nombres, en géométrie algébrique et en théorie des représentations. Il est récipiendaire de la médaille Fields en 1978 pour ses travaux sur les formes modulaires et la conjecture de Weil. Il a également reçu le prix Wolf (Israel) en 2008 et le prix Abel en 2013.

## Biographie
Pierre René Deligne a fréquenté l'école Athénée Adolphe Max avant d'être diplômé de l'Université libre de Bruxelles en 1966. Il  effectue une année de scolarité à l’école normale supérieure en 1965-1966. Il soutient une première thèse de doctorat en 1968 à Bruxelles, Théorème de Lefschetz et critères de dégénérescence de suites spectrales. De 1968 à 1984, il est membre de l’Institut des hautes études scientifiques, où il assiste aux séminaires d’Alexandre Grothendieck qu'il appelle son « maître ».
En 1972, il soutient une thèse de doctorat d’État à l'université Paris-Sud, Théorie de Hodge, sous la supervision de Grothendieck.
À partir de 1984, il est professeur à l’institute for Advanced Study de Princeton.

## Travaux
À partir de 1972, Deligne travaille avec Grothendieck à l'Institut des hautes études scientifiques, initialement sur la généralisation du théorème principal de Zariski (en) en théorie des schémas. En 1968, il travaille également avec Jean-Pierre Serre ; leurs travaux ont conduit à des résultats importants sur les représentations l-adiques attachées aux formes modulaires, ainsi qu'aux équations fonctionnelles conjecturales de fonctions L. Deligne s'est également concentré sur des sujets liés à la théorie de Hodge. Il a également travaillé avec David Mumford sur une description neuve des espaces de modules pour les courbes, initiant par là la notion de champs algébrique.
Deligne démontre en 1972 les conjectures de Weil, un ensemble de résultats importants en géométrie algébrique qui établit un lien entre les propriétés géométriques d'une variété algébrique et les nombres de points de cette variété sur les corps finis. Cette conjecture avait été formulée en 1949 par André Weil et était considérée comme l'un des problèmes les plus difficiles de la théorie des nombres à l'époque.
En corollaire, la conjecture de Ramanujan pour les formes modulaires de poids supérieur à un est démontrée ; le cas d'un poids égal à un avait été résolu dans son travail avec Serre. L'article de Deligne de 1974 contient la première preuve des conjectures de Weil. La contribution de Deligne fut de décrire la répartition des valeurs propres de l'endomorphisme de Frobenius. Cela conduisit, entre autres, à la preuve du théorème des hyperplans de Lefschetz et à d'anciennes et nouvelles estimations de sommes exponentielles classiques.
De 1970 à 1984, Deligne est membre permanent du personnel de l'IHÉS. Pendant cette période, il réalise des travaux importants en dehors de la géométrie algébrique. Avec George Lusztig, Deligne applique la cohomologie étale pour construire des représentations de groupes finis de type de Lie ; avec Michael Rapoport, Deligne a travaillé sur les espaces de modules. Il reçoit la médaille Fields en 1978. En 1984, Deligne rejoint l'Institute for Advanced Study à Princeton.

### Cycles de Hodge
Dans le cadre de l'achèvement d'une partie du programme de recherche de Grothendieck, il définit les cycles de Hodge absolus, comme substituts à la théorie encore largement conjecturale des motifs. Cette idée permet de contourner le manque de connaissance actuelle a propos de la conjecture de Hodge, pour certaines applications. La théorie des structures de Hodge mixtes, un outil puissant en géométrie algébrique qui généralise la théorie de Hodge classique, qu'il a ensuite utilisée pour prouver les conjectures de Weil. Il a retravaillé la théorie des catégories tannakiennes dans son article de 1990 pour le "Grothendieck Festschrift" à l'aide notamment du théorème de Beck (en). Tout cela fait partie du « yoga des poids », unissant la théorie de Hodge et les représentations galoisiennes l-adiques.

### Faisceaux pervers
Avec Alexander Beilinson, Joseph Bernstein et Ofer Gabber, Deligne a grandement contribué à la théorie des faisceaux pervers. Cette théorie joue un rôle important dans la preuve du « lemme fondamental » de Ngô Bảo Châu. Il a également été utilisé par Deligne lui-même pour clarifier grandement la nature de la correspondance Riemann-Hilbert (en), qui étend le 21e problème de Hilbert en dimensions supérieures. Avant l'article de Deligne, la thèse de Zoghman Mebkhout de 1980 et les travaux de Masaki Kashiwara via la théorie des D-modules (publiés dans les années 80) s'étaient déjà intéressés à ce problème.

### Autres travaux
En 1974 à l'IHÉS, un article de Deligne conjoint à Phillip Griffiths, John Morgan et Dennis Sullivan sur l'homotopie réelle des variétés kähleriennes compactes fut important en géométrie différentielle complexe. Son travail en théorie des singularités complexe a généralisé les fibrations de Milnor (en) et la formule de Picard-Lefschetz dans un cadre algébrique. Son article avec Kenneth Alan Ribet sur les fonctions L abéliennes et leurs extensions aux surfaces de Hilbert et aux fonctions L p-adiques constituent une partie importante de son travail en géométrie arithmétique. D'autres notions liées aux recherches de Deligne peuvent être citées : descente cohomologique, les fonctions L motiviques, les faisceaux mixtes, les cycles évanescents, les extensions centrales des groupes réductifs, la géométrie et la topologie des groupes de tresses, son travail avec George Mostow sur les exemples de réseaux non-arithmétiques et de monodromie d'équations différentielles hypergéométriques dans des espaces hyperboliques complexes, etc.

## Prix et distinctions
- 1974 : prix François-Deruyts décerné par l'Académie royale de Belgique
- 1975 : Prix quinquennal du FNRS
- 1978 : médaille Fields pour sa preuve des conjectures de Weil en géométrie algébrique
- 1988 : prix Crafoord
- 2004 : prix Balzan
- 2006 : élevé au rang de vicomte par le roi Albert II de Belgique[4]
- 2008 : prix Wolf en mathématiques
- 2013 : prix Abel[5],[6]

Il est membre de la Société américaine de philosophie , de l'Académie des sciences de Paris, et de l'Académie norvégienne des sciences et des lettres.